# 中华人民共和国石油工业部

石油礦區分佈圖

中华人民共和国石油工业部，簡稱石油部，是中华人民共和国已撤销的国务院组成部门之一。1949年中华民国政府从大陆溃退，留下一批石油、地质和化学的专家，多數都集中在中央人民政府燃料工业部任職，并以燃料工业部石油管理局運作石油相關資源；1955年7月30日，第一届全国人民代表大会第二次会议撤销中华人民共和国燃料工业部，成立石油工业部。石油工业部第一任部长李聚奎。

## 历史
- 1949年10月1日，中华人民共和国中央人民政府成立，设燃料工业部主管石油工业[1]。
- 1950年4月，燃料工业部设石油管理总局，统管全国石油工业。徐今强任总局长。下设东北石油管理局、西北石油管理局等。当时原油主要产自中國西北，西北勘探开发重点是陕北的枣园一带。
- 1953年11月1日起，玉门油田的原油开始较大规模通过公路运输到兰州换装铁路外运，这是当时中国主要石油来源。1956年7月，兰新铁路通车到玉门，结束了原油汽车外运。在两年多时间里，共计汽车外运玉门原油27万吨。随后，开始把柴达木盆地的青海石油管理局冷湖、茫崖的原油用汽车外运，经过阿尔金山当金山口、敦煌到兰新铁路柳园站。
- 1955年7月3日，撤销燃料工业部，分别成立石油、煤炭、电力3个工业部[2]。
- 1955年，成立新疆石油管理局，当时仅有一个独山子小油田。1955年10月29日，黑油山1号井试油成功喷出工业油流，这标志着克拉玛依油田的发现。1956年4月，制定了黑油山至乌尔禾长103公里、宽30公里范围内部署了10条地质剖面，近百口探井井址。这是中国首次展开石油地质会战，从全国抽调钻井队。1956年5月1日，克拉玛依获得地名命名。
- 中国第一个五年计划期间，唯独石油部没有完成任务，毛泽东对此不满意。1958年2月20日，总后勤部政委余秋里与石油部部长李聚奎对调职务。
- 1958年3月，四川盆地的南充附近的3座钻井喷油。1958年4月20日，石油部在南充召开现场会议，决定从玉门、青海、新疆3个油田抽调石油勘探职工入川，组织川中石油会战，共调集115个钻井队、36800多名石油职工；并同时成立四川石油管理局，下设川中矿务局、南充矿务局。川中石油会战第一阶段并不顺利，并没有发现稳定油流的钻井；但石油部党组仍然决定再次调集力量，拿下川中油田。1958年11月29日，川中会战指挥部成立，石油部副部长康世恩任总指挥，石油部勘探司司长唐克任参谋长。又完成37口钻井后，证实川中油田是裂缝性储油构造，达不到经济规模。1959年3月，在川中召开的石油部勘探与基建会议，承认川中会战无法达到目标，被迫下马。石油部总结的教训是“放空炮、说大话”，没有实事求是正式钻井资料。
- 1959年，全国石油消耗量是504.9万吨，其中自产的仅205万吨，自给率只有40.6%。国家用于进口原油和成品油的外汇为1.83亿美元，占全国进口用汇总额的6.7%。1959年，98%的天然原油产量和61.7%的原油加工能力在陕、甘、青、新四省区，而90%以上的消费量在东部经济较发达的地区。
- 1959年春节，石油部党组会议决定勘察重点转向松辽盆地。1959年9月26日，松辽石油勘探局的松基三井喷出工业油流，标志着大庆油田的发现。1959年9月30日和10月3日、5日，石油部党组先后3次听取松辽局汇报，研究扩大勘探问题。至1960年1月底，13口探井控制油田面积约200平方公里，地质储量约1亿吨以上，大体上相当于克拉玛依油田初期的规模。1960年2月13日，石油部党组向中共中央递交《关于东北松辽地区石油勘探情况和今后工作部署问题的报告》，松辽盆地石油勘探形势很好。虽然有些情况还没有完全搞清，但是，我们毕竟已经掌握了一定的可靠资源，有了进一步开展勘探的牢固阵地和必要条件，再加上油田处于富饶的东北平原，工业基础雄厚，交通发达，在勘探和开发建设速度上可以比其他地区来得快，打算石油系统一切可以集中的力量，用打歼灭战的办法，来一个声势浩大的会战。7天后，中共中央批准这一报告。2月22日，中央下达了《中央决定动员3万名退伍兵给石油部》的指示，中央军委又决定给大庆分配3000名转业军官。。1960年2月宋振明率领玉门局职工、张文彬率领新疆局的人员调来大庆参加会战。4月25日，石油部安排松辽局主攻高台子-太平屯-葡萄花3个穹隆构造；青海局与四川局主攻杏树岗穹隆构造；玉门局与新疆局主攻萨尔图穹隆构造；至10月1日探井63口成功率达90%以上，初步摸清南北长140公里，宽20公里的地下地质构造和含油面积，证明大庆油田是南起敖包塔，北至喇嘛甸，在长达120km的范围内，都存在有工业性的含油面积；下白垩统湖相沉积三角洲和三角洲前缘相的储油层的性质良好，砂岩孔隙度、渗透率均为中上等，主要油层埋深适中，加上地层可钻性好，有丰富的地下水源，可加快钻井和油田开发速度；油层压力高，油井都能自喷出油。油层温度高，抵消了原油高含蜡对开采带来的困难，可使油田达到较高的生产水平。油水接触面均在海拔-1050m(井深1200m)，含油面积连为一体，达920平方公里，证实了特大型的大庆油田。1960年6月1日，载着600吨大庆原油的列车从萨尔图站运往辽宁锦西炼油五厂。1960年当年，大庆年产原油超过100万吨。
- 1970年6月22日，煤炭部、石油部、化学部合并，组成燃料化学工业部（简称燃化部）。
- 1975年2月1日，燃化部分为煤炭工业部和石油化学工业部（简称石化部）。
- 1975年7月，作為渤海油田一部分的海四油田投產，為中國首座海上油田[3]。
- 1976年，大庆油田年产量突破5000万吨，并实现了连续27年保持原油年产量5000万吨以上。此后又连续10年实现原油4000万吨以上持续稳产，至2012年底10年累计生产原油4.25亿吨。
- 1978年3月5日，撤销石油化学工业部，分别设立化学工业部和石油工业部。
- 1981年，中华人民共和国国务院决定，石油工业实行1亿吨原油产量包乾，由石油部承包，实施5年。
- 1982年2月15日，中国海洋石油总公司成立，隶属石油部。
- 1983年2月19日，国务院决定成立中国石油化工总公司，将原来分属石油部、化工部、纺织部管理的39个石油化工企业划归总公司领导，总公司直属国务院。1988年6月，国务院机构改革，撤销石油部，成立能源部（1993年3月撤销），作为石油工业的主管部门。
- 1988年9月17日，经国务院批准，原石油部改组为中国石油天然气总公司，直属国务院领导。同时，中国海洋石油总公司分立，也直属国务院领导。
- 1998年3月，国务院机构改革方决定撤销7个主要工业部，改设国家局。将化学工业部和中国石油天然气总公司、中国石油化工总公司的行政职能合并，组建国家石油和化学工业局。
- 1998年3～7月，国务院决定改组中国石油和中国石化两大公司。7月27日，两大集团公司同时挂牌成立。

## 历任部长
1. 李聚奎
2. 余秋里（1958年2月 - 1966年）
3. 欧阳毅（中国人民解放军石油工业部军事管制委员会主任）
4. 宋承志（军管会主任）
5. 王星（军管会主任）
6. 康世恩（1975年1月 - 1978年3月）
7. 宋振明（1978年3月 - 1981年3月）
8. 康世恩（1981年3月 - 1982年5月 ）
9. 唐克（1982年 - 1985年），提拔周永康者，被称为“周永康的政治教父”
10. 王涛

## 机构设置

### 部机关内设机构
- 办公厅
- 人事司
- 勘探司
- 地质司
  - 调度处
- 劳动工资司
- 供应局

### 直属事业单位
- 北京石油科学研究院
- 石油勘探开发科学研究院

## 管辖中央企业
- 中国石油天然气集团公司（China National Petroleum Corporation，英文缩写“CNPC”，中文简称“中国石油”） 是国有重要骨干企业，是以油气业务、工程技术服务、石油工程建设、石油装备制造、金融服务、新能源开发等为主营业务的综合性国际能源公司， 是中国主要的油气生产商和供应商之一，2011年在世界50家大石油公司综合排名中位居第5位，在《财富》杂志全球500家大公司排名中位居第6位。 公司实施资源战略、市场战略和国际化战略，目标是到2020年建设成为世界一流综合性国际能源公司，总部设在北京市。
- 中国石油化工集团公司（Sinopec Group，英文缩写“SINOPEC”，中文简称“中国石化”）是1998年7月国家在原中国石油化工总公司基础上重组成立的特大型石油石化企业集团，是国家独资设立的国有公司、国家授权投资的机构和国家控股公司。中国石化集团公司注册资本1820亿元，总部设在北京市。 中国石化集团公司在《财富》2011年全球500强企业中排名第5位。
- 中国海洋石油总公司（China National Offshore Oil Corporation，英文缩写“CNOOC”，中文简称“中国海油”）是国有特大型企业，是中国最大的海上油气生产商。中海油成立于1982年，注册资本949亿元人民币，总部设在北京市，现有98750名员工。自成立以来，中国海油保持了良好的发展态势，由一家单纯从事油气开采的上游公司，发展成为主业突出、产业链完整的国际能源公司，形成了油气勘探开发、专业技术服务、炼化销售及化肥、天然气及发电、金融服务、新能源等六大业务板块。
- 甘青藏石油勘探开发会战指挥部
  - 兰州办事处